# Robert Moses
Robert Moses (New Haven, 18 de dezembro de 1888 – 29 de julho de 1981) foi um engenheiro norte-americano.  Apresentou projeto para construção do Metrô de São Paulo.
Sepultado no Cemitério de Woodlawn.